# Namazu (Vulcania)
 (août 2025).
Si vous disposez d'ouvrages ou d'articles de référence ou si vous connaissez des sites web de qualité traitant du thème abordé ici, merci de compléter l'article en donnant les références utiles à sa vérifiabilité et en les liant à la section « Notes et références ».
Pour l’article homonyme, voir Ōnamazu pour l'animal mythologique.
Namazu est un parcours de montagnes russes à propulsion pneumatique située au parc Vulcania à Saint-Ours-les-Roches dans le département du Puy-de-Dôme, en France. Ouvert au public en juillet 2021, elle a été conçue et construite par l'entreprise Suisse Intamin.
Combinant des éléments de parcours scénique et des montagnes russes, cette attraction plonge ses visiteurs dans le monde de la sismologie, ses intérêts et ses dangers.

La taille minimale pour monter à bord de l'attraction est de 1,20 mètres.

## Histoire et origine
Cette attraction est née d'un projet du parc datant de 2015. L'objectif était d'attirer de nouveaux visiteurs d'âges variés, mais aussi de régler les flux de visiteurs vers la zone extérieure du parc, moins exploitée que les zones intérieures. Il était question de proposer une nouvelle expérience sensationnelle différente des écrans dynamiques, en travaillant sur l'aspect unique de l'animation pour un parc à vocation scientifique. 

Prévu pour 2019, la pandémie de la COVID 19 et certaines restrictions environnementales retardent l'ouverture du manège. C'est finalement le 10 juillet 2021 que l'attraction ouvre ses portes au public.

## Le mythe qui lui a donné son nom

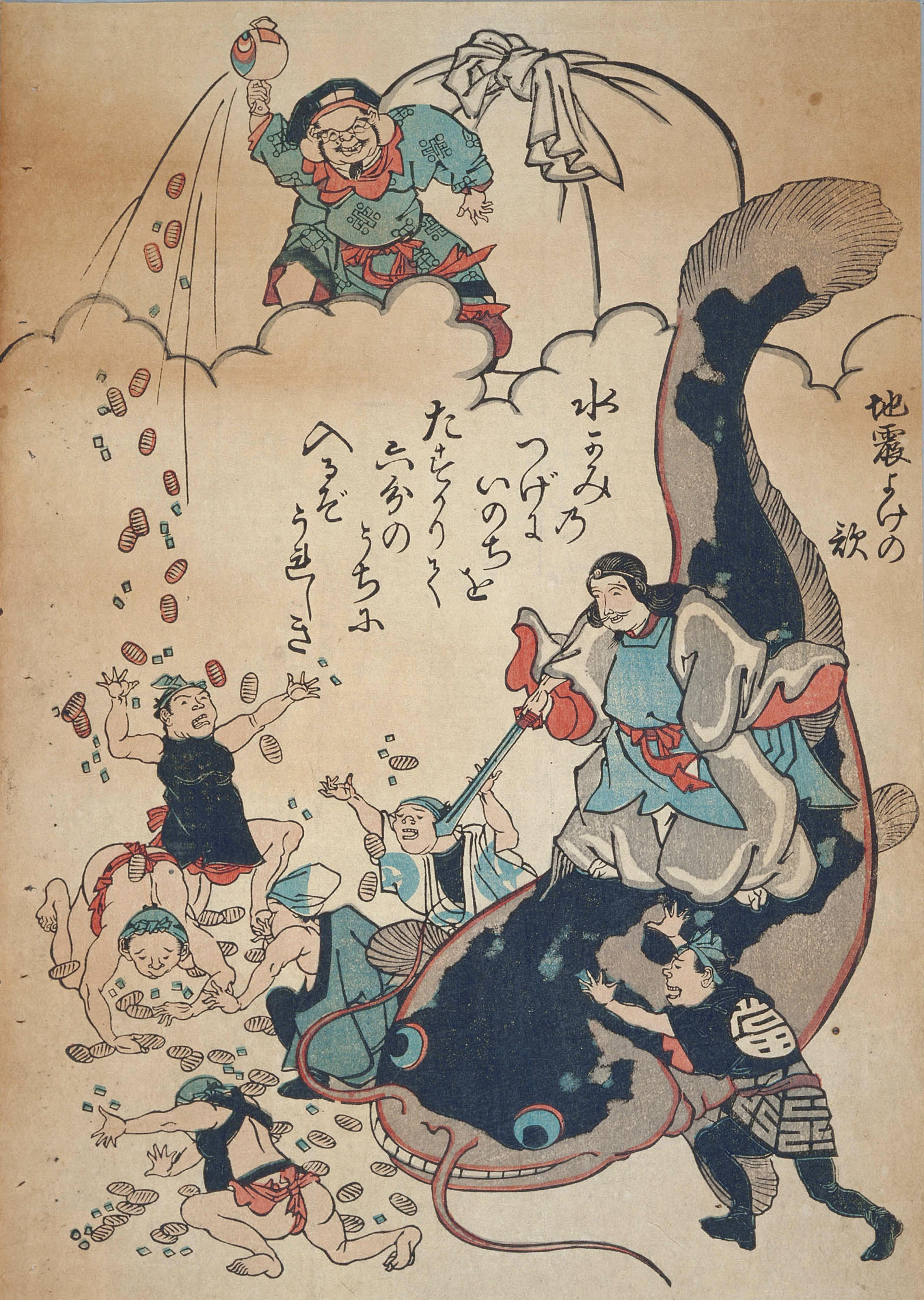
Une représentation de l'Ōnamazu chevauché par le dieu tonnerre Takemikazuchi pendant que Daikokuten, la divinité de la richesse envoie de l'or aux victimes des tremblements de terre.

Le nom Namazu qui a été donné à cette attraction est basé sur une légende japonaise.

Avant de disposer d'informations scientifiques expliquant d'où provenaient les tremblements de terre, les japonais pensaient qu'un silure géant, Ōnamazu, ou Namazu, portait l'archipel du Japon sur son dos.

De par son caractère dangereux, le kami Takemikazuchi, divinité du tonnerre, se chargea de contenir les fureurs du Namazu en l'immobilisant sous une pierre, la kaname-ishi, en le maintenant sous la menace de son pieu.

Mais les moments d'inattention du gardien du poisson-chat auraient permis à l'animal mythique de pouvoir se dégager et exprimer à nouveau sa colère, étant à l'origine de nouveaux séismes.

On retrouve une représentation caricaturale de l'Ōnamazu tel qu'il est montré sur les peintures japonaises sur le logo du grand huit.

## Thématisation
Chaque attraction du parc Vulcania traite d'une des trois grandes thématiques du parc, Découvrez le monde fascinant des volcans, Affrontez les phénomènes naturels et Aventurez-vous dans l'espace. La montagne russe Namazu est centralisée autour du deuxième thème, à propos des phénomènes naturels régissant la planète Terre, notamment les séismes.

Lors de leur visite, cette attraction va permettre aux visiteurs de découvrir un centre de recherche sismiques.
Cette attraction dispose de nombreux éléments participants à l'immersion des visiteurs dans son univers.

### Vue globale
L'attraction Namazu est constituée d'un grand bâtiment carré central, où la première partie de l'expérience se fait en intérieur. Le circuit de rails en fait le tour aux 3 quarts. Un espace de restauration à emporter et une petite zone d'exposition sur les séismes sont présents vers l'endroit où le circuit ne passe pas. Une fontaine géante se trouve proche de la partie des rails la plus éloignée du bâtiment.

Le manège Namazu est installé au milieu d'une zone boisée du parc où la verdure est laissée partiellement intacte. Ce choix fait partie des raisons pour lesquelles les dimensions du circuit ont été soumises à de nombreuses contraintes face aux lois et protections environnementales.
Le terrain accueillant la montagne russe a été creusé par endroits, et la terre remplacée par des pierres pour donner l'impression de retournements de terre récents.

De nombreux murs décoratifs autour de l'attraction montrent des strates géologiques et des failles.

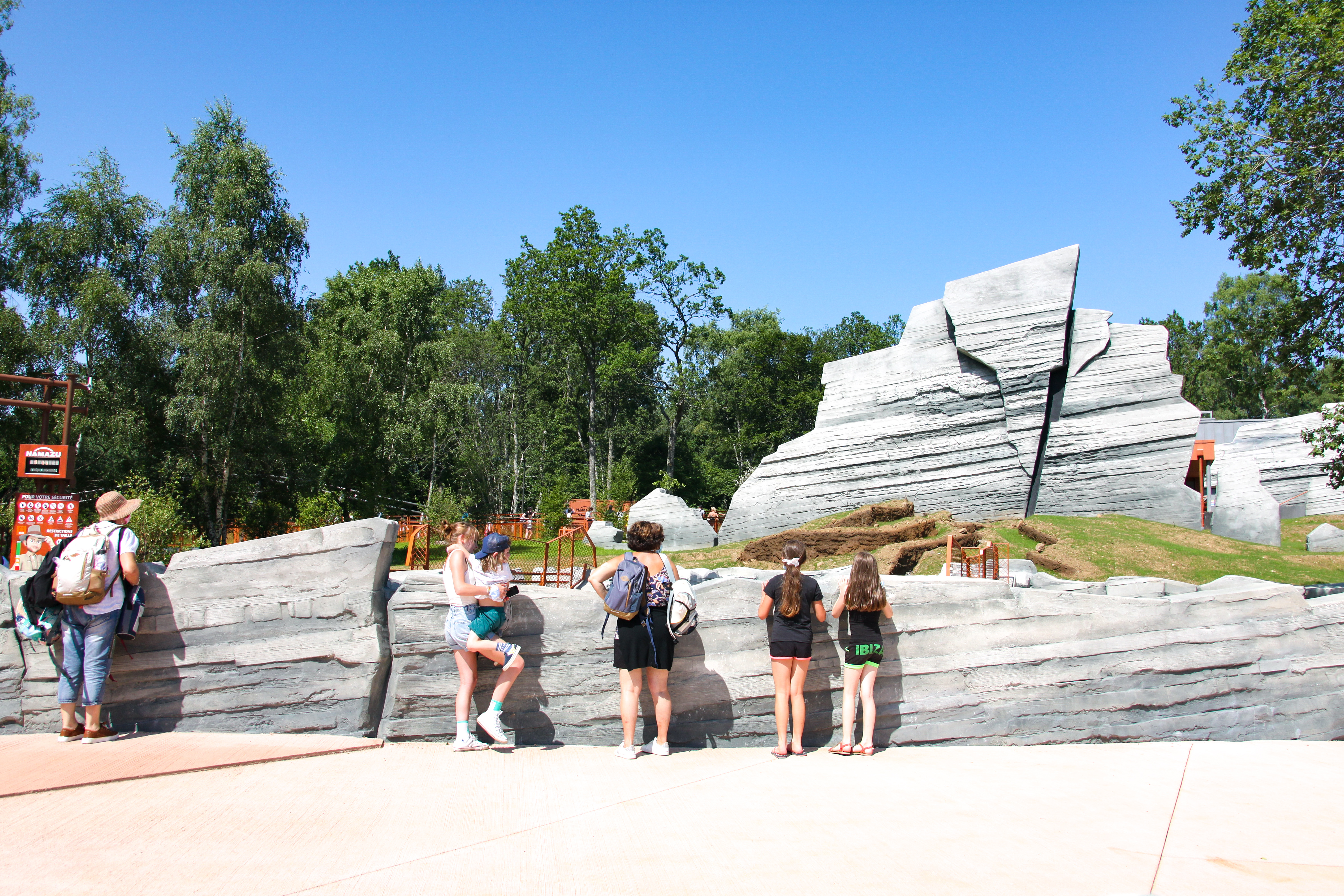
L'extérieur de l'attraction Namazu contient de nombreux murs sur lesquels sont creusés des failles et strates. Certains servent à cacher le bâtiment central pour qu'il se fonde dans son paysage.

## Circuit
Le train commence dans la ligne droite de la gare et démarre lentement pour s'engager dans le tunnel, en commençant par un grand virage plat vers la gauche. Le tunnel est une grande ligne droite sur laquelle le train arrive au pas avant de s'arrêter complètement sur la piste de chute le temps de la mise en situation. Dès la fin de l'animation, la tour de chute fait une très légère descente pour provoquer un cahot, avant de tomber rapidement plus bas que le niveau du sol du parc.
Le train reste immobile pendant quelques secondes, avant de démarrer lentement. La piste effectue une très légère descente pour l'aider à s'engager sur le premier lanceur.

Le premier lanceur se trouve sous le niveau du sol du parc, et se situe dans un couloir à plafond ouvert, depuis lequel les visiteurs peuvent voir les trains être lancés. Le train prend très rapidement de la vitesse et passe sous le pont reliant l'entrée de la file d'attente extérieure au reste du parc.

Tout de suite après avoir emmagasiné la vitesse du lanceur, le train va entamer une montée sur un virage penché vers la gauche. En haut de ce virage, c'est le point culminant de l'attraction. Le train continue ce virage vers la gauche en descente cette fois-ci, repasse proche du sol avant de remonter et de passer au dessus de la fin du premier lanceur.
Les wagons traversent cette bosse puis redescendent en un virage à droite pour retourner proche du sol. Le train effectue un très léger virage à gauche pour tout de suite reprendre à droite et remonter légèrement, puis retourne à gauche avant de prendre un grand virage vers la droite montant légèrement, et étant penché. Après cette petite bosse, il reprend à gauche en descendant vers le deuxième lanceur.
Le deuxième lanceur, en ligne droite et très proche du sol, permet au train de reprendre de la vitesse pour la suite du parcours.

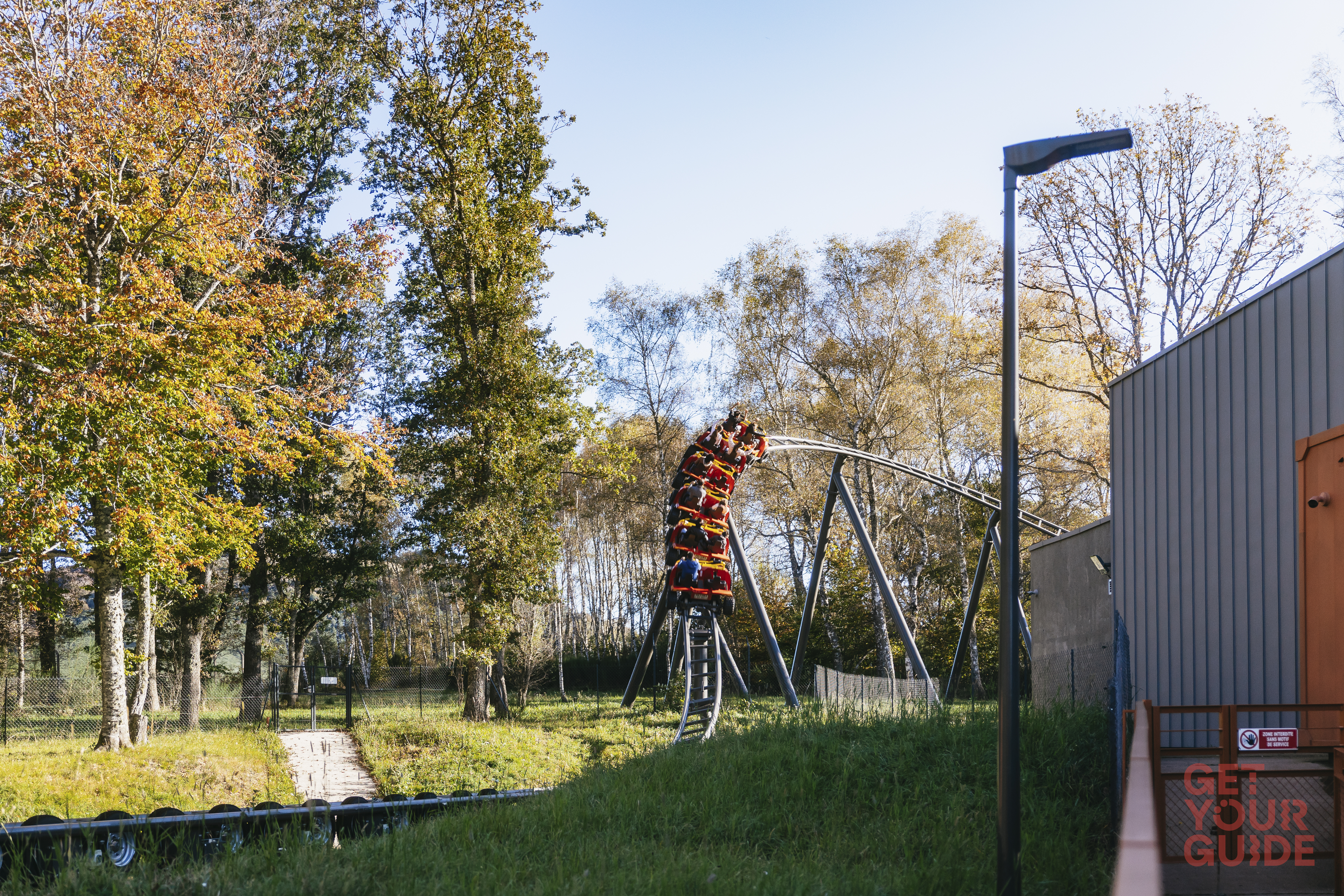
Le train est envoyé sur le deuxième point le plus haut du parcours pour ensuite continuer sur une section du circuit non visible depuis la file d'attente.

Une fois ce lanceur traversé, le train gravit la deuxième montée la plus haute du circuit, qui part légèrement vers la gauche. Le haut de cette montée est un virage qui penche légèrement, partant vers la droite pour ensuite redescendre proche du sol.
Le train effectue de légers zigzags au ras du sol, avant de prendre un grand virage penché vers la gauche. Le train se redresse avant de traverser un grand virage vers la droite et penché, en forme de luette par rapport aux autres pistes. Ce morceau du circuit plonge au milieu d'une faille creusée dans la terre, dont le sol est couvert de gravier, pour faire contraste aux sols en herbe habituels. Une fois de plus, les wagons se redressent pour tourner à gauche et effectuer une bosse qui les emmènera à plonger vers la gauche dans une autre faille du sol. Au milieu de cette faille, le train prend un grand virage penché vers la droite, sort de la faille, et se redresse.
Le train finit par atteindre une ligne droite de freins pour lui faire perdre de la vitesse. Si le deuxième train est encore en gare, cette ligne de freins permet de forcer automatiquement l'arrêt des wagons. Dès que la gare se libère, le train reprend lentement sa route, effectue un petit virage vers la gauche et rentre au pas dans la gare, avant de s'arrêter, signifiant la fin du tour.

## Trains
Namazu est une montagne russe capable d’accueillir deux trains sur son circuit. En général, le deuxième peut être lancé quand le premier est à la fin du parcours. Chaque train est composé de six wagons de deux places chacun.
Les wagons des trains de l'attraction ont une apparence inspirée de véhicules d'exploration, s'apparentant à des quads tout-terrains. De couleur rouge, chaque véhicule est couvert de grilles jaunes à l'avant. Chaque grille est terminée par une barre latérale et d'une manche auquel peuvent s'accrocher les visiteurs. Chaque wagon possède quatre grandes fausses roues tenues par de fausses suspensions. Les faux phares des véhicules sont blancs et triangulaires. À l'arrière de chaque wagon, on trouve une plaque d'immatriculation portant l'inscription Vulcania et en dessous, FEV - 0220. Des stickers de flèches jaunes ornent les côtés des véhicules. Les sièges sont noirs et finis par une barre de sécurité individuelle pour attacher les visiteurs. Chaque véhicule roule sur deux bogies, un avant, un arrière. Chaque bogie de roue est placé au niveau des fausses roues du wagon.
Le véhicule à l'avant de chacun des trains possède un pare-chocs rouge décoratif. Sur ce wagon spécifique, le bogie avant est placé sous le pare-chocs et non les fausses roues avant.

## Caractéristiques
- Type : Montagne russe en acier
- Propulsion : Pneumatique
- Retenues : Lap bar (barre de sécurité individuelle)
- Longueur du parcours : 584 mètres
- Hauteur : 16 mètres
- Vitesse maximale : 69 km/h
- Nombre de trains : 2
- Nombre de voitures par train : 6
- Nombre de passagers par voiture : 2
- Nombre de passagers par train : 12
- Capacité horaire : 654 personne/h
- Durée : 1 minute 43 secondes (principalement dû à la mise en situation et la piste de chute)

## Comparaisons

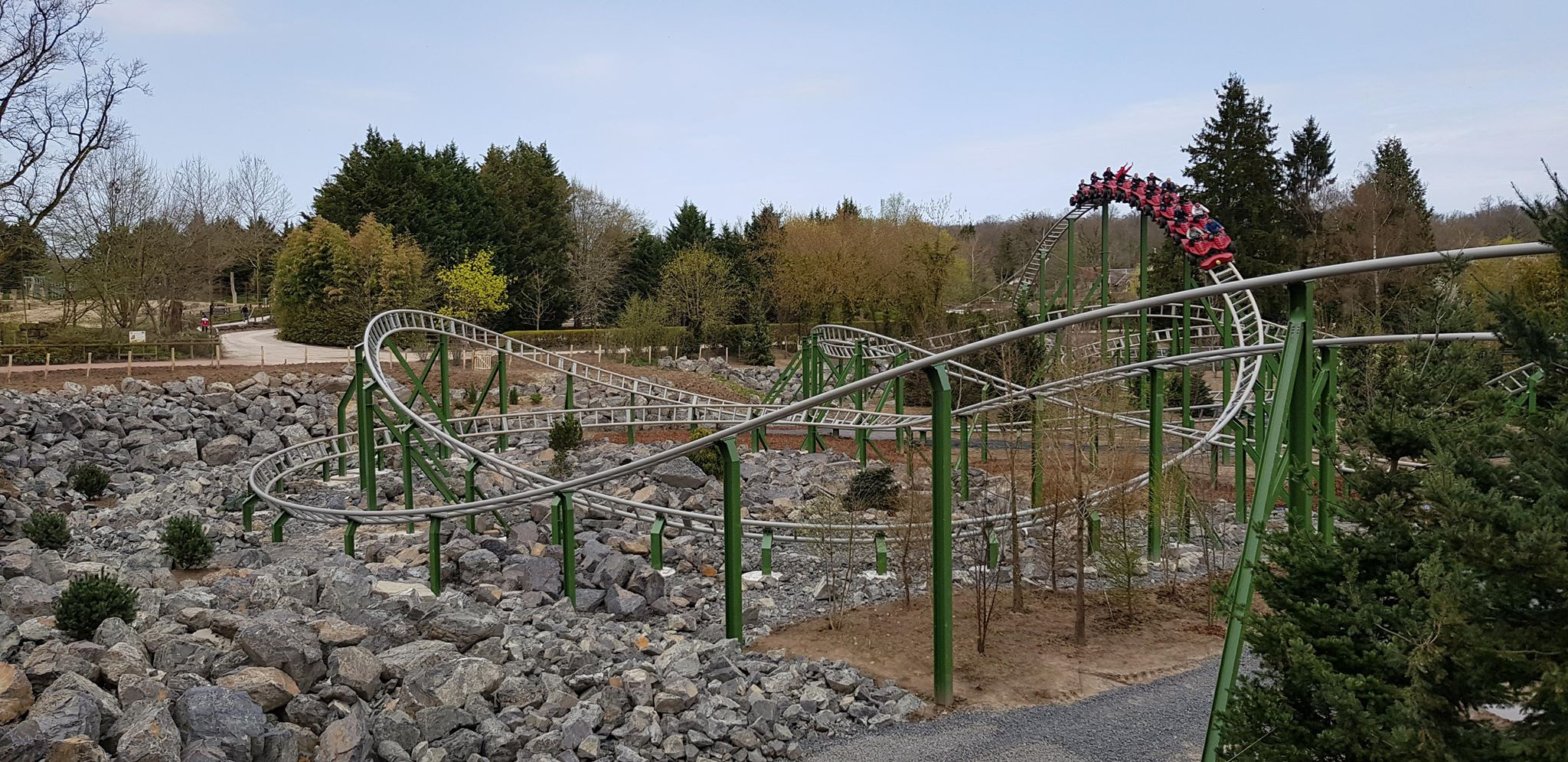
Yukon Quad.

Cette montagne russe peut être comparée à d'autres manèges du même genre : 
- Yukon Quad à Le Pal en France : Bien que totalement différents dans le thème et l'objectif, ces deux manèges sont similaires en apparence. Leurs trains ressemblent tous les deux à des quads, et les parcours sont de type familiaux et sans inversions. Les deux attractions sont aussi propulsées par deux lanceurs à pneus. Il faut noter que Yukon Quad, bien que plus rapide (90 km/h contre 69 km/h), s'élève moins haut que Namazu (12m contre 16m).

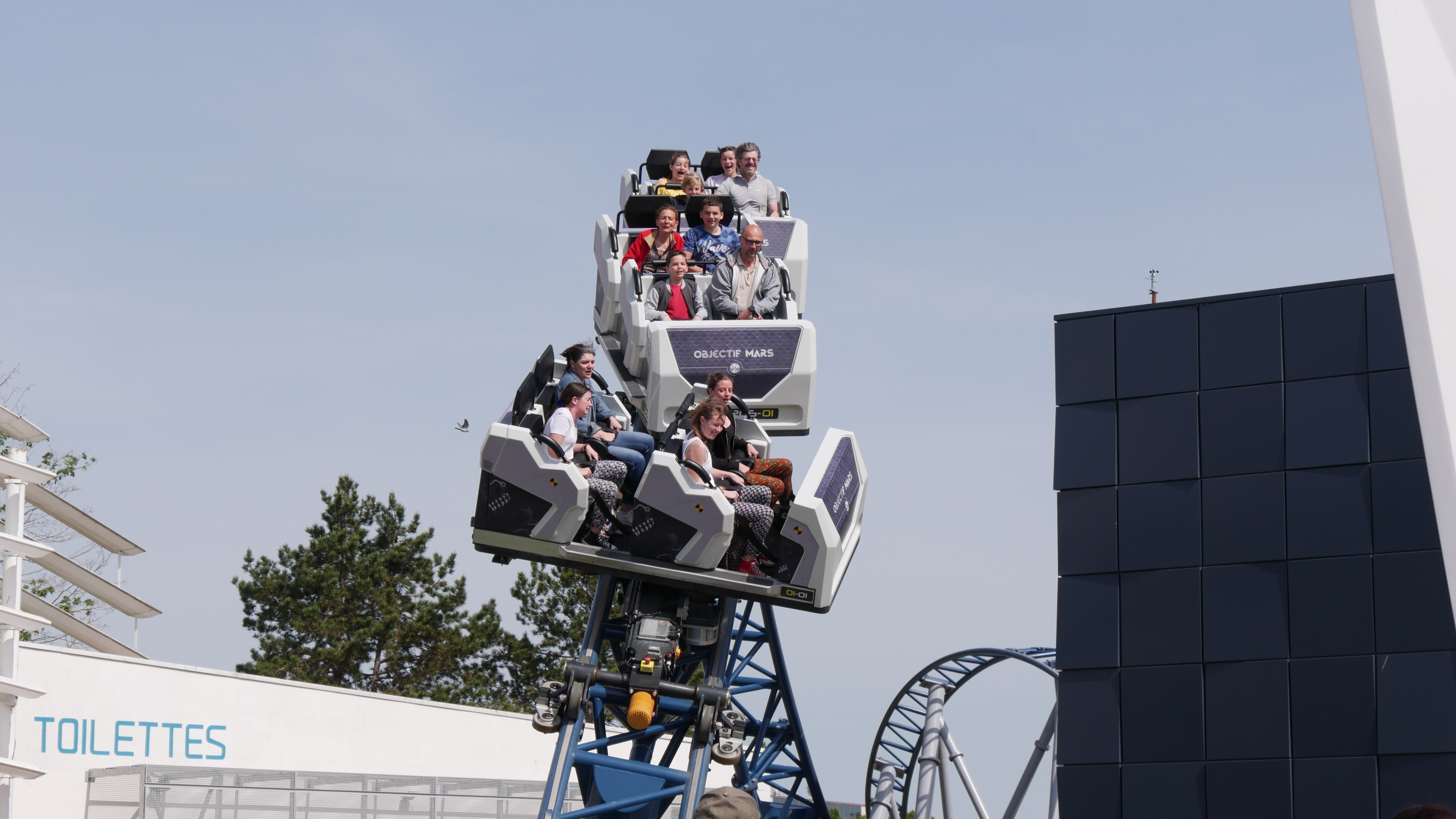
Objectif Mars.

- Objectif Mars au Futuroscope en France : En terme de but, Namazu est facilement comparable à la montagne russe tournoyante du Futuroscope, celle-ci étant aussi une montagne russe familiale destinée à l'apprentissage, étant une simulation d'un entrainement spatial. Fait étonnant, les deux machines sont dotées d'une vertical drop track, bien que celle de Objectif Mars soit située à la fin. Aussi, Namazu bat Objectif Mars sur sa vitesse (69km/h contre 55km/h) et sa hauteur (16m contre 12m). Ces deux montagnes russes utilisent deux lanceurs à pneus pour fonctionner.

## Concours
Les montagnes russes Namazu ont eu l'honneur de recevoir des prix de certains concours, dont voici la liste :
- Namazu a été élue "meilleure nouvelle attraction en Europe". Ce prix leur a été décerné par les 'Parksmania Awards' 2021[5]

L'attraction a aussi été candidate de concours, dont voici la liste :
- Namazu a été sélectionnée pour faire partie des candidats 2024 aux 'Victoires du paysage'[6]